# Guardavalle
Guardavalle är en ort och kommun i provinsen Catanzaro i regionen Kalabrien i Italien. Kommunen hade 4 505 invånare (2018).